# Donasac
|  | Aquest article tracta sobre el municipi del departament de l'Aude. Vegeu-ne altres significats a «Donasac (Tarn)». |

Donasac (occità) o Donazac (francès) és un municipi francès al departament de l'Aude i a la regió d'Occitània. El municipi de Donazac és membre de la comunitat de municipis de Limouxin,un establiment públic de cooperació intermunicipal (EPCI) amb un sistema fiscal propi instituït el desembre del 2016 amb seu a Limoux. Al seu torn la comunitat també és membre d'altres agrupacions intermunicipals.
Administrativament està adscrit l’arrondissement de  Limoux, al departament de l'Aude, com a districte administratiu de l'Estat i a la regió d'Occitània.
A nivell electoral depèn del cantó de Piège au Razès per a l'elecció dels consellers departamentals, des de la redistribució cantonal del 2014 que va entrar en vigor el 2015,i de la tercera circumscripció de l'Aude per a les eleccions legislatives, des de la redistribució electoral del 1986.